# Peter Gerold van Armagnac
Peter Gerold van Armagnac (overleden in 1242) was van 1219 tot aan zijn dood graaf van Armagnac en Fézensac. Hij behoorde tot het huis Lomagne.

## Levensloop
Peter Gerold was de oudste zoon van graaf Gerold V van Armagnac en diens onbekend gebleven echtgenote.
In 1219 volgde hij zijn vader op als graaf van Armagnac en Fézensac. Omdat Peter Gerold toen nog minderjarig was, werd hij onder het regentschap van zijn oom Arnold Bernard geplaatst. Arnold Bernard probeerde misbruik te maken van Peters zwakheid door zijn regentschap om te zetten in feitelijk bezit. Dit mislukte echter doordat Arnold Bernard zonder nageslacht stierf, waarna Peter Gerold zijn bezittingen kon herwinnen. 
Peter Gerold stierf in 1242 ongehuwd en kinderloos. Hij werd hierdoor opgevolgd door zijn jongere broer Bernard V.